# Caseïna
La caseïna (del llatí caseus, 'formatge') és la fosfoproteïna (αS1, αS2, β, κ) predominant en el formatge de llet de vaca. Proteases coagulants actuen sobre la part soluble de la caseïna, la κ-caseïna, i originen l'estat micel·lar inestable que resulta en coagulació. Quan es coagula amb el quall, de vegades la caseïna s'anomena para-κ-caseïna. La rennina (EC 3.4.23.4) és un enzim, una proteasa aspàrtica que hidrolitza específicament l'enllaç peptídic de Phe105-Met106 de la κ-caseïna i és considerada la proteasa més eficient per la indústria formatgera. La caseïna no és coagulada per la calor.
Aquesta darrera és d'especial interès en la indústria formatgera atès que la seua hidròlisi enzimàtica pel quall (l'enzim quimosina) genera una nova proteïna, anomenada para-κ-caseína. Quan aquesta última reacciona amb el calci genera paracaseïnat càlcic. Durant el procés de maduració del formatge i a partir de la para-κ-caseïna es formen uns macropèptids anomenats γ-caseïnes, responsables de les característiques reològiques i organolèptiques dels formatges. A més, es pot fer servir com a additiu en aliments ultraprocessats com galetes o pa dietètic entre d'altres.

## Desnaturalització de la caseïna
La desnaturalització d'una proteïna es refereix a la ruptura dels enllaços que mantenen les seves estructures quaternària, terciària i secundària, conservant-se solament la primària. En aquest cas, la proteïna adopta una conformació filamentosa i lineal. Conseqüentment, la capa de molècules d'aigua no cobreix completament els extrems hidròfils de les molècules proteiques, amb la qual cosa aquestes tendiran a unir-se entre si reaccionant els extrems hidròfobs amb els hidrofílics i donant lloc a partícules que precipiten, és a dir, insolubles en aigua.
Hi ha molts agents capaços d'induir a la desnaturalització d'una proteïna. En el cas de la caseïna, aquesta pot precipitar per diversos motius: variacions en la temperatura, variacions en el pH, variacions en la concentració de sals, presència de dissolvents orgànics, formació de sals i presència de metalls pesants.
L'efecte més visible d'aquest fenomen és que les proteïnes no només es tornen menys solubles o insolubles, sinó que les seves propietats físiques i les seves funcions biològiques desapareixen. Això no obstant, en tornar a les condicions normals, la proteïna pot, en algunes ocasions, recuperar la conformació primitiva, fet que rep el nom de renaturalització. Tot i així, en la majoria de casos la desnaturalització es converteix en un fet irreversible.

### Desnaturalització tèrmica
La temperatura no és un factor condicionant de la funcionalitat de la caseïna, ja que aquesta proteïna és funcional dins un interval de temperatura, i els 100 °C estan inclosos en les condicions òptimes perquè la proteïna dugui a terme la seva funció biològica. Per tant, la caseïna és una proteïna que pot suportar temperatures elevades per tal de ser funcional.

### Desnaturalització per pH àcid extrem
Quan en una dissolució de proteïnes es produeixen canvis de pH la solubilitat d'aquestes pot disminuir i es pot arribar al punt que precipitin. Aquest fet és conseqüència del trencament dels enllaços que mantenen la conformació globular, i la proteïna passa a tenir una conformació filamentosa. Aleshores, la capa de molècules proteiques tendeix a unir-se entre si, de manera que donen lloc a grans partícules que precipiten. Conseqüentment, perden les seves propietats biocatalitzadores, ja que s'alteren els centres actius.
El punt isoelèctric de la caseïna és aproximadament pH≈4.6. Tot i que és difícil determinar amb exactitud la conformació de les caseïnes, aquestes tenen una característica comuna: precipiten quan s'acidifica el medi. És per això que la caseïna també és coneguda com a proteïna insoluble de la llet. Així doncs, per acció d'un àcid (per exemple, l'àcid clorhídric) la caseïna precipita completament.

### Desnaturalització per pH bàsic extrem
Un dels reactius que ens pot permetre obtenir un medi bàsic és l'hidròxid de sodi (NaOH). En afegir aquest reactiu el medi pateix una manca d'ions hidrogen, i tenint en compte la tendència natural d'una proteïna per assolir un medi adequat i òptim per a ésser funcional, ha cedit hidrògens al medi. Per al manteniment de les estructures secundària i terciària de la caseïna es formen ponts d'hidrogen, però la proteïna, al cedir els protons al medi, queda mancada d'ions hidrogen i no forma els ponts d'hidrogen necessaris per mantenir les seves estructures, de manera que els extrems hidròfobs de la proteïna queden exposats al medi i aquesta deixa de ser soluble.

### Desnaturalització per presència de sals
Les proteïnes poden precipitar amb facilitat modificant la seva solubilitat. Això s'aconsegueix afegint a la solució de proteïna substàncies amb càrregues oposades o complementàries a les que posseeixen les proteïnes, es produeix una neutralització de la seva superfície i una disminució brusca de la solubilitat en aigua. Una estratègia molt utilitzada per la precipitació de les proteïnes en solució és afegir sals, com per exemple el sulfat de magnesi (MgSO₄), les quals gràcies a la seva gran solubilitat competeixen amb les proteïnes per reaccionar amb l'aigua.
El procés de precipitació per sals és de a l'efecte dels cations. Aquests, com que tenen càrrega positiva, tendeixen a la neutralització, la qual cosa provoca que en presència de proteïnes s'uneixin a les cadenes amb càrrega negativa. En aquest cas, el domini hidròfil és la cadena amb càrrega negativa, de manera que si els cations (positius) s'uneixen a la cadena hidròfila (negativa), aquests extrems hidrofílics queden ocupats. Per tant, només queden lliures els extrems hidròfobs de la caseïna, la qual cosa provoca que la caseïna deixi de ser soluble en aigua i, per tant, precipiti.

### Desnaturalització per presència de dissolvents orgànics
La presència de dissolvents orgànics, com ara l'etanol o l'acetona, provoquen que la caseïna precipiti. En aquesta desnaturalització es veuen afectades les estructures terciàries d'aquestes proteïnes, és a dir, les estructures que mostren com es doblega o plega sobre si mateixa l'estructura secundària. Aquest nivell estructural indica la posició relativa a l'espai d'aminoàcids no consecutius.
L'efecte més visible de la desnaturalització les el descens de la solubilitat de les proteïnes en solució aquosa. Això vol dir que disminueix la capacitat que té una proteïna de dissoldre's en aigual. Les molècules d'aigua estan constituïdes per dos extrems totalment oposats pel que fa a les càrregues, de manera que formen un dipol: els hidrògens amb càrrega positiva i l'oxigen amb càrrega negativa, segons la fórmula de l'aigua H₂O. Normalment, les molècules proteiques són solubles perquè posseeixen càrregues elèctriques en els grups amino i Carboxils lliures, així com en els radicals R ionitzables, de manera que es troben solvatades per molècules d'aigua, és a dir, que l'aigua envolta aquests extrems lliures i es disposa en funció de la càrrega. Per tant, l'extrem carboxil, el qual disposa de càrrega positiva, es veurà solvatat per molècules d'aigua que establiran la unió mitjançant el seu extrem negatiu, en aquest cas, l'oxigen. En canvi, els grups amino estaran solvatats per la zona amb càrrega positiva de la molècula d'aigua, en aquest cas els hidrògens, ja que els grups amino tenen càrrega negativa.
La caseïna en medi aquós pot precipitat per canvis en la polaritat del dissolvent. L'addició de dissolvents orgànics neutres miscibles amb l'aigua, provoca que la polaritat de la molècula d'aigua disminueixi, de manera que té menys capacitat de solvatació. Conseqüentment, les molècules proteiques com que no se senten atretes per les molècules d'aigua, augmenta l'atracció entre càrregues oposades de diferents cadenes proteiques. És a dir, que com que la caseïna no està aïllada gràcies a les molècules d'aigua, els mateixos extrems amb càrregues oposades de la caseïna s'atrauen, de manera que aquesta perd la seva estructura natural i precipita, ja que els extrems hidròfobs de la proteïna queden exposats al medi i repel·leixen l'aigua.

### Desnaturalització per formació de sals
En la desnaturalització per formació de sals, trobem diversos reactius que poden actuar com a agents causants de la precipitació, com són l'àcid tricloracètic (ATA) al 20% o l'àcid nítric al 65%.
La caseïna precipita amb l'ATA a causa del trencament dels enllaços peptídics. Entre els diferents tipus de caseïnes, trobem les caseïnes k. Aquestes es caracteritzen pel fet que la presència d'àcid tricloracètic provoca un procés lent de trencament dels enllaços peptídics. No obstant això, els enllaços trencats no són tots, sinó els d'un grup d'aminoàcids concrets: Glu-Ala. Això significa que en la cadena d'aminoàcids, quan es troben enllaçats dos aminoàcids consecutius, l'Àcid glutàmic (Glu) i l'Alanina (Ala), l'enllaç peptídic que els uneix es trenca. Conseqüentment, l'exposició de l'Alanina al medi aquós es converteix en la causa de la precipitació, ja que aquest aminoàcid pertany al grup dels aminoàcids hidròfobs, els quals repel·leixen l'aigua. La caseïna està composta per un total de 139 aminoàcids, i per exemple, un dels trencaments entre l'Àcid Glutàmic i l'Alanina es produeix en els aminoàcids 137-138.
En canvi, en presència d'àcid nítric la precipitació és deguda a la formació d'un compost aromàtic nitrat de color groc. La precipitació en aquest cas només pot esdevenir positiva en aquelles proteïnes amb aminoàcids portadores de grups benzènics. Un cop s'afegeix l'àcid nítric, es produeix la nitració de l'anell benzènic present en els aminoàcids Tirosina (Tyr), Fenilanina (Phe) i Triptòfan (Trp). Conseqüentment, s'obté un nitrocompost que adquireix un color groguenc, el trinitrofenol.
D'altra banda, l'addició d'àcid nítric provoca que els grups amino lliures de les proteïnes reaccionin amb l'àcid nítric alliberant nitrogen, de manera que la proteïna passarà a ser una proteïna desaminada, és a dir, que no conté els grups aminolliures. Amb aquest fet, es destrueix l'estructura de la proteïna permetent així que aquesta precipiti.
La caseïna conté aminoàcids aromàtics, de manera que s'explica per què aquesta precipita en presència d'ATA. A més, la desaminació també és un factor causant de la pèrdua de l'estructura permetent així que la proteïna precipiti.

### Desnaturalització per presència de metalls pesants
La caseïna pot precipitar per presència de metalls pesants, com ara l'acetat de plom (II) o el Sulfat de Coure. L'acetat de plom (II), en presència de sofre (S) té afinitat per ajuntar-se amb aquest, formant així sulfur de plom, un compost insoluble que provoca la precipitació.
D'altra banda, el sofre és un bioelement molt important en les proteïnes, ja que mitjançant la formació d'enllaços disulfur manté l'estructura terciària de la caseïna. La presència de l'acetat de plom implica el trencament dels enllaços disulfur que mantenen l'estructura per tal de formar un compost de sulfur de plom. Un cop la proteïna perd la seva conformació inicial els extrems hidròfobs queden exposats al medi, juntament amb els nous compostos formats de sulfur de plom, els quals són insolubles en aigua.
La cisteïna és un aminoàcid present en la caseïna i que es caracteritza per tenir un radical que conté sofre. Aquestes molècules de sofre són les encarregades d'establir ens enllaços disulfur que mantenen l'estructura de la proteïna. La presència del sulfat de coure provoca que les molècules de coure (Cu) d'aquest compost formin un nou compost amb els sofres que formen els enllaços disulfur. Conseqüentment, si els sofres que mantenen unida l'estructura terciària formen altres compostos, l'estructura terciària es perd i, per tant, la proteïna perd la seva conformació globular, deixant exposats al medi els extrems hidròfobs de les proteïnes, els quals repel·leixen l'aigua.